# Callery
Callery es un borough ubicado en el condado de Butler en el estado estadounidense de Pensilvania. En el año 2000 tenía una población de 444 habitantes y una densidad poblacional de 323 personas por km².

## Geografía
Callery se encuentra ubicado en las coordenadas 41°44′23″N 80°2′14″O / 41.73972, -80.03722.

## Demografía
Según la Oficina del Censo en 2000 los ingresos medios por hogar en la localidad eran de $42,308 y los ingresos medios por familia eran $44,091. Los hombres tenían unos ingresos medios de $35,000 frente a los $22,679 para las mujeres. La renta per cápita para la localidad era de $16,049. Alrededor del 2.5% de la población estaba por debajo del umbral de pobreza.